# Ahe (Halver)

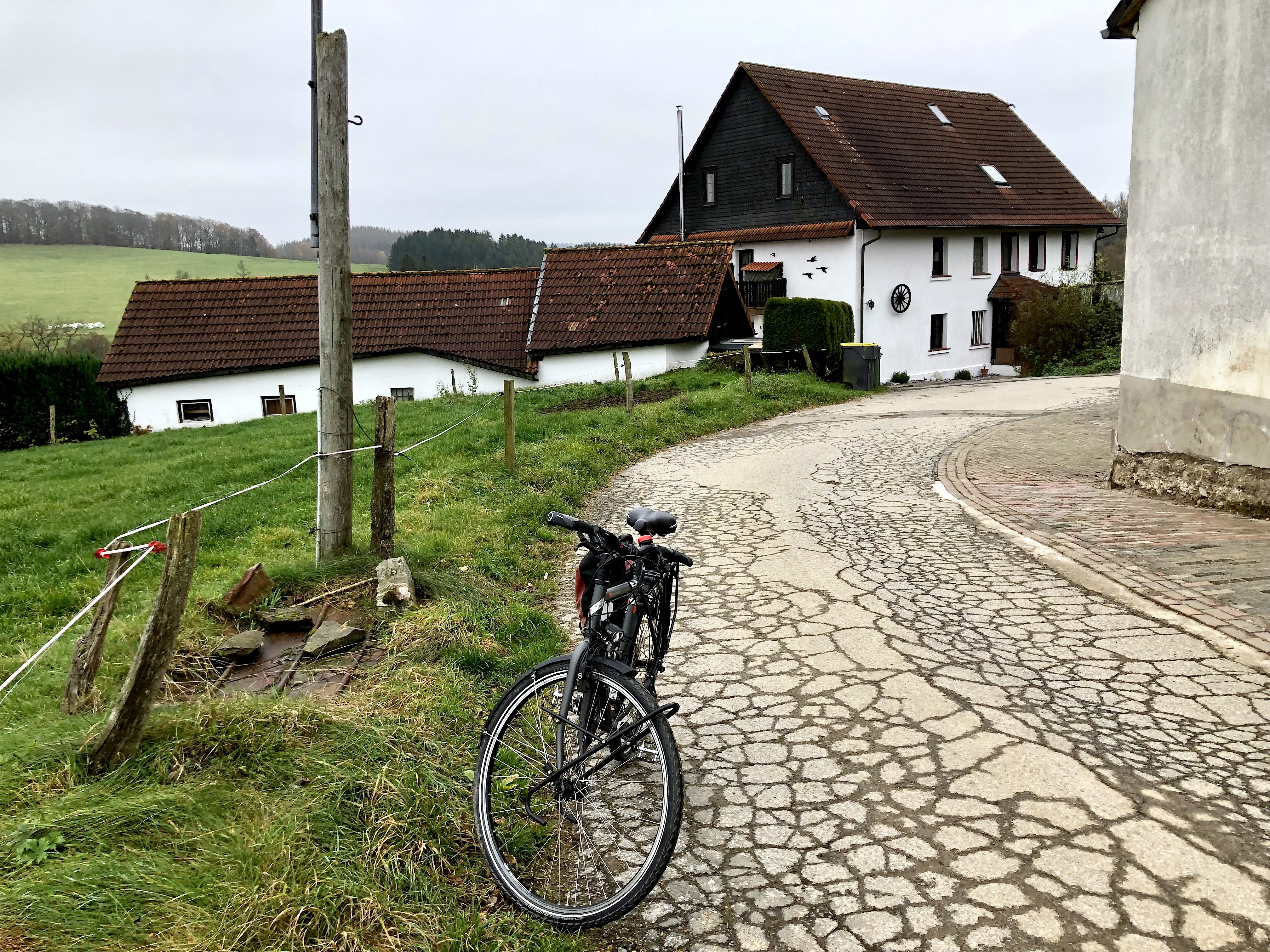
Ortseingang nahe Ahe 8

Ahe ist eine Hofschaft in Halver im Märkischen Kreis im Regierungsbezirk Arnsberg in Nordrhein-Westfalen (Deutschland).

## Lage und Beschreibung
Ahe liegt im Westen des Halveraner Stadtgebietes an der Stadtgrenze zu Breckerfeld im Tal der Ennepe. Die Nachbarorte sind Osenberg, Oberbuschhausen, Buschhauser Hammer, Niederbuschhausen, Burbach, Hartmecke, Grafweg und Holte.
Der Ort ist über eine Straße zu erreichen, die bei Niederennepe von der Bundesstraße 229 abzweigt und die Ortschaften im Ennepetal anbindet. Südlich von Ahe trennt der bei Holte entspringende Burbach den Ort von der 381 Meter hohen Erhebung Nesselberg. 

## Geschichte
Ahe wurde erstmals 1469 urkundlich erwähnt, die Entstehungszeit der Siedlung durch sugambrische Volksstämme wird aber auf dem Zeitraum zwischen der Zeitenwende und das Jahr 500 vermutet. Somit gehört Ahe zu den ersten Siedlungsplätzen im Stadtgebiet.
Spätestens seit dem Frühmittelalter (nach anderen Angaben seit vorgeschichtlicher Zeit) verlief südlich von Ahe eine wichtige Altstraße von Wipperfürth nach Breckerfeld vorbei. Südlich vom Ort befindet sich auf dem Bollberg ein Ringwall, der nach Ausgrabungen (Keramikfunde aus dem 9. Jahrhundert) und neueren Forschungen als fränkische Ausbau- und Fliehburg zur Sicherung diese Altstraße gedeutet wird.
Ahe war eines der Freigüter im Kirchspiel Halver. Absplisse von Ahe sind Ober- und Niederbuschhausen.
1818 lebten 27 Einwohner im Ort. Laut der Ortschafts- und Entfernungs-Tabelle des Regierungs-Bezirks Arnsberg wurde Ahe als Hof kategorisiert und besaß 1838 eine Einwohnerzahl von 48, einer davon katholischen und 47 evangelischen Glaubens. Der Ort gehörte zu dieser Zeit der Eickhöfer Bauerschaft innerhalb der Bürgermeisterei Halver an und besaß sechs Wohnhäuser, zwei Fabriken bzw. Mühlen und sechs landwirtschaftliche Gebäude.
Das Gemeindelexikon für die Provinz Westfalen von 1887 gibt eine Zahl von 61 Einwohnern an, die in 12 Wohnhäusern lebten.